# 東台灣客運
東台灣汽車客運股份有限公司，簡稱東台灣客運，是台灣的一家公路客運業者，主要經營台灣東部地區公路客運，原為鼎東客運山線營運區。

## 沿革
1977年1月1日，安榮客運和興東客運合併成立鼎東客運，鼎東即是鼎足東台之意。
鼎東客運成立後，台東縣境內與遠到花蓮縣境內山、海線公路交通曾都以鼎東客運作為客運之主力，1977年至2001年間在池上鄉中山路193之1號設有池上站，作為客運休息站。
自1997年起交通部在「促進大眾運輸方案」《發展大眾運輸條例》的法源下，實施「偏遠服務路線虧損補貼計畫」及2002年之「公路客運車輛汰舊換新補貼辦法」後，加速改善鼎東客運之車況。至2007年，鼎東客運的公路客運車輛平均車齡約為7、8年，且並無車輛超過交通部所定之12年年限。
鼎東客運分為「山線」及「海線」兩營運區，分屬不同的經營團隊管理；因此在尚未整合到臺東轉運站前，兩者的總站位置不同，車身的塗裝也不同。山線營運區由前安榮客運施水波家族掌理，海線營運區由前興東客運蔡炳輝家族掌理。
安榮客運與興東客運在1977年合併後，由於雙方經營理念不同，公司成立山線與海線兩營運區，雙方各佔公司一半股權，並另設管理處處理共同事務。從此雙方獨立經營，票務、車輛以及後勤皆是使用各自的系統。
然而如此互不隸屬之公司架構，導致無法相互監督，卻須共同承擔責任，分家的聲音也從未停止。2014年山線營運區於時任業主施孟宏主導下第一次提出公司分割，在經歷多次審核與修法補充法源後，2021年2月提出的第三次分割申請終於2022年2月核准。兩營運區於2022年8月1日進行公司分割，山線營運區（原安榮客運）改名為東台灣客運，海線營運區（原興東客運）回復為原名。

## 營運路線

### 公路客運

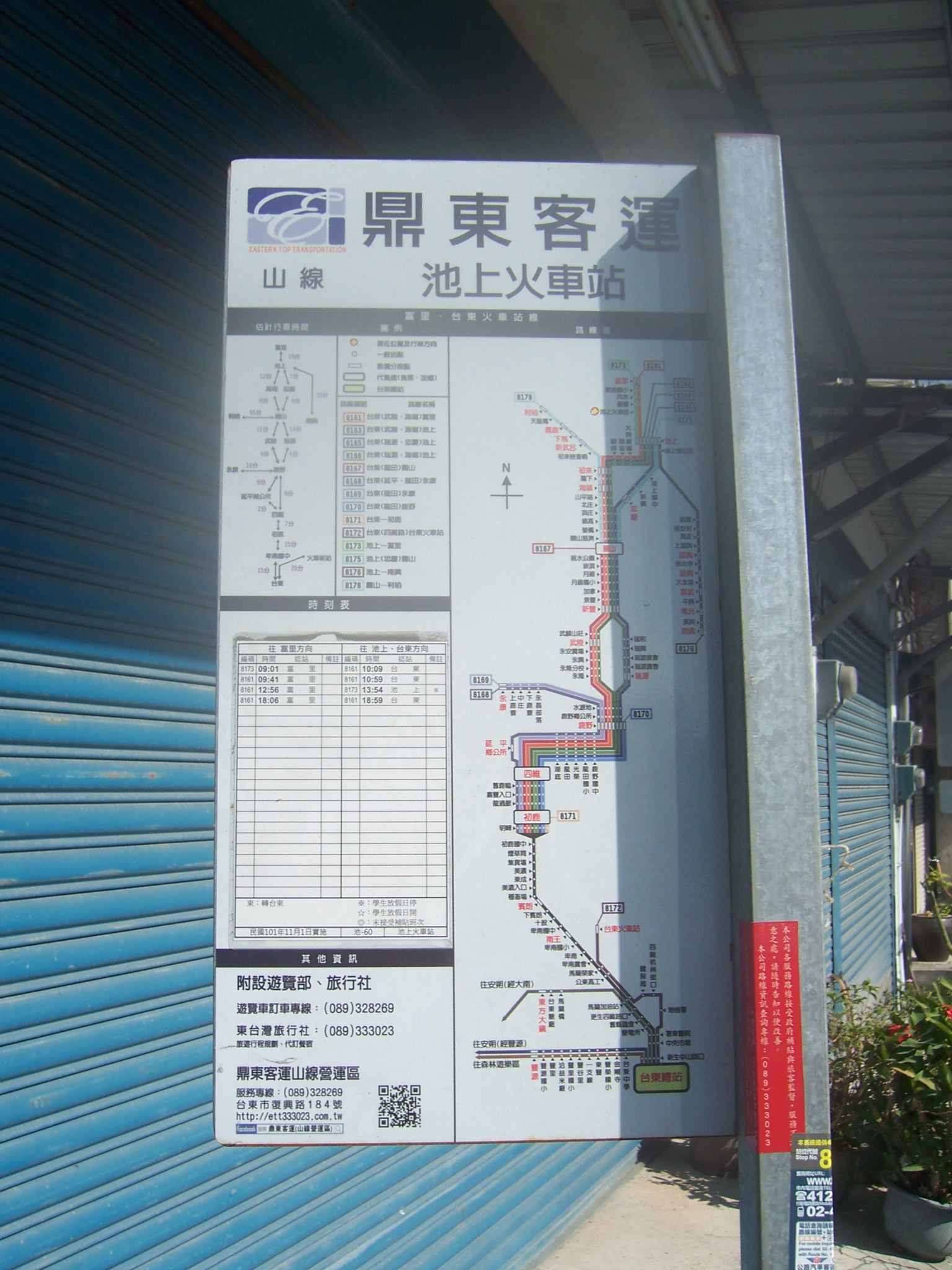
鼎東客運山線池上火車站站牌

本列表路線名稱採用交通部公路總局公路客運乘車資訊查詢系統網站所使用之路線名稱。
| 路線編號 | 固有編號 | 路線名稱                       | 收費方式 | 備註                                                                      |
| -------- | -------- | ------------------------------ | -------- | ------------------------------------------------------------------------- |
| 8129     |          | 台東－森林遊樂區（經豐源）     |          | - 「森林遊樂區」端，起訖站牌為「內溫泉」 - 溫泉線                         |
| 8130     |          | 台東－崎仔頭（經大南）         |          |                                                                           |
| 8131     |          | 台東－知本溫泉（經大南）       |          | - 安朔線                                                                  |
| 8135     |          | 台東－安朔（經大南）           |          | - 安朔線 - 部分班次繞駛或延駛「森永」（寒暑假例假日不延駛）               |
| 8136     |          | 台東－安朔（經豐源）           |          | - 安朔線                                                                  |
| 8137     |          | 台東－尚武（經大南）           |          | - 安朔線                                                                  |
| 8138     |          | 台東－壢坵                     |          | - 安朔線                                                                  |
| 8150     |          | 台東－金峰                     |          | - 安朔線                                                                  |
| 8151     |          | 台東－太麻里（經大南）         |          | - 安朔線                                                                  |
| 8152     |          | 台東－太麻里（經豐源）         |          | - 安朔線                                                                  |
| 8153     |          | 臺東－華源（經大南）           |          | - 安朔線 - 目前每日僅行駛「華源→臺東」一班次                              |
| 8156     |          | 安朔－大竹                     |          | - 安朔線                                                                  |
| 8157     |          | 安朔－尚武                     |          | - 安朔線                                                                  |
| 8158     |          | 金崙－安朔                     |          | - 安朔線                                                                  |
| 8161     |          | 台東－富里（經武陵、海端）     |          | - 池上線（富里線）                                                        |
| 8163     |          | 台東－池上（經武陵、海端）     |          | - 池上線（富里線）                                                        |
| 8165     |          | 台東－池上（經瑞源、池上大橋） |          | - 池上線（富里線）                                                        |
| 8166     |          | 台東（瑞源、海端）－池上       |          | - 池上線（富里線）                                                        |
| 8167     |          | 台東－關山                     |          | - 部分班次與8178合併行駛並繞駛桃源 - 池上線（富里線、利稻線）             |
| 8168     |          | 台東（延平、龍田）－永康       |          | - 池上線（富里線） - 8168A：台東（延平、龍田）－永康 - 台灣好行縱谷鹿野線 |
| 8170     |          | 台東－鹿野（經龍田）           |          | - 池上線（富里線）                                                        |
| 8171     |          | 台東－初鹿                     |          | - 池上線（富里線）                                                        |
| 8172     |          | 台東－台東火車站（經四維路）   |          | - 火車新站線                                                              |
| 8173     |          | 池上－富里                     |          | - 池上線（富里線）                                                        |
| 8178     |          | 關山－利稻                     |          | - 皆與8167合併行駛 - 池上線（富里線、利稻線）                             |

## 票證
- 一卡通
- 悠遊卡
- 愛金卡

## 外部連結
- 東台灣客運網頁 （页面存档备份，存于）
- 東台灣客運的Facebook專頁